# Trillium hagae
Trillium hagae är en nysrotsväxtart som beskrevs av Kingo Miyabe och Misao Tatewaki. Trillium hagae ingår i släktet treblad, och familjen nysrotsväxter. Inga underarter finns listade.